# Архаїчний період (Північна Америка)

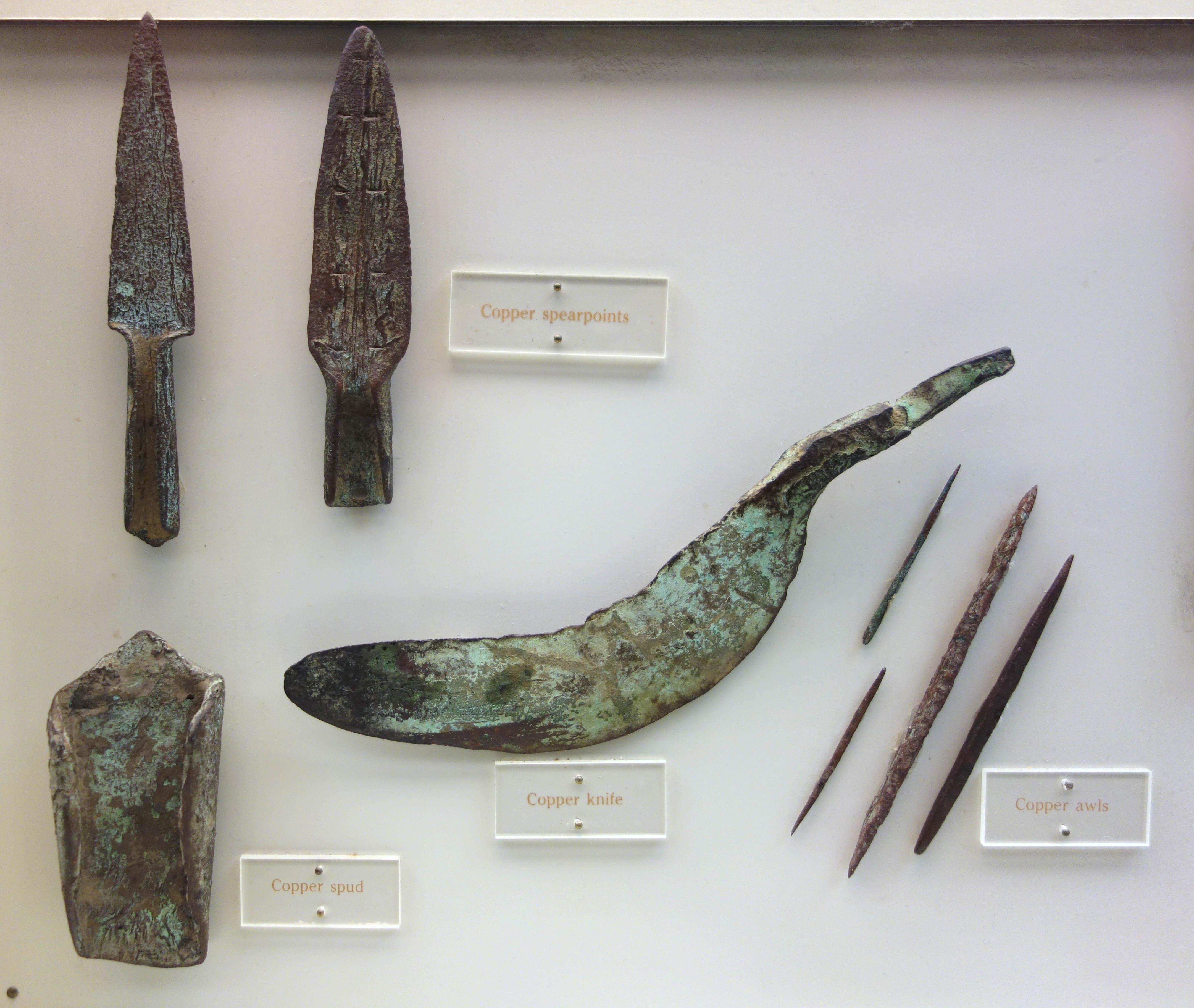
Мідний ніж, вістря списа, шило та лопатка, з пізньої архаїчної доби, Вісконсін, 3000–1000 рр. до н. е.

Архаїчний період — у класифікації археологічних культур Північної Америки період, який тривав приблизно від 8000 до 1000 років до нашої ери. Він характеризується натуральним господарством. Населення займалося збором горіхів, насіння та молюсків. Оскільки кінець періоду визначається впровадженням осілого землеробства, ця дата може значно відрізнятися в різних країнах Америки.

## Класифікації
Цю систему класифікації вперше запропонували Гордон Віллі та Філіп Філліпс у книзі 1958 року «Метод і теорія в американській археології».
В організації системи архаїчний період слідував за літичним етапом і замінений етапом формування.
1. Літичний етап
2. Архаїчний етап
3. Етап формування
4. Класичний етап
5. Посткласичний етап

У культурних рейтингах виявлено численні місцеві варіації. Період поділено за регіонами, а потім за часом. Наприклад, архаїчна південно-західна традиція поділяється на культури Сан-Дієгіто-Пінто, Ошара, Кочіс та Чихуахуа.

## Архаїчний етап у Північній Америці
Починаючи з 1990-х років, надійне датування багатьох пам'яток середньої архаїки на півночі Луїзіани, Міссісіпі та Флориди кинуло виклик традиційним моделям розвитку. У цих районах суспільства мисливців-збирачів у Нижній долині Міссісіпі організувалися для будівництва монументальних комплексів земляних курганів ще в 3500 р. до н. е. (наприклад у Вотсон-Брейк). Будівництво тривало до 500 років. До цього періоду належать ранні кургани, такі як Frenchman's Bend і Hedgepeth; усі вони були створені локалізованими суспільствами. Вотсон-Брейк вважається найстарішим курганним комплексом в Америці. Він майже на 2000 років старший тому, що був побудований у Поверті-Пойнт (обидва знаходяться на півночі Луїзіани). Відомо понад 100 місць, які пов'язані з регіональною культурою Поверті-Пойнт пізнього архаїчного періоду.
У Південно-східному Вудленді, починаючи приблизно з 4000 р. до н. е. стоянки людей існували вздовж річок, але є обмежені докази існування архаїчних народів уздовж узбережжя до 3000 р. до н. е. Архаїчні місця на узбережжі могли бути затоплені через підвищення рівня моря (одне місце на глибині 5-6 м біля округу Сент-Люсі, штат Флорида, датовано 2800 роком до н. е.). Починаючи приблизно з 3000 року до нашої ери, з'являються докази широкомасштабного видобутку устриць. У період з 3000 р. до н. е. до 1000 р. до н. е. вздовж узбережжя утворилися численні смітники з черепашок молюсків. Вони є численними в Південній Кароліні та Джорджії, але їх також можна знайти розкиданими навколо півострова Флорида та уздовж узбережжя Мексиканської затоки аж до річки Перл У деяких місцях, наприклад на острові Горра на південному заході Флориди, ресурси були достатньо багатими, щоб цілий рік підтримувати значні громади, які будували кургани. Чотири кургани з черепашок або піску на острові Горра датуються між 2900 і 2300 роками до нашої ери. 

## Хронологія

### Ранній архаїчний період
- 8000 р. до н. е.: закінчується останній льодовиковий період, що спричиняє підвищення рівня моря та затоплення сухопутного мосту Берингії, закриваючи основний шлях міграції із Сибіру.
- 8000 р. до н. е.: на південному заході Америки випадає достатня кількість дощів для підтримки багатьох видів великих ссавців – мамонтів, мастодонтів і бізонів – які незабаром вимирають.
- 8000 р. до н. е.: мисливці на південному заході Америки використовують для полювання атлатль.
- 7500 р. до н. е.: раннє кошичне мистецтво.
- 7560—7370 рр. до н. е.: Кенневицька людина помирає на березі річки Колумбія в штаті Вашингтон, залишаючи один із найповніших скелетів ранніх індіанців.
- 7000 р. до н. е.: у міру потепління клімату північно-східні народи все більше залежать від оленів, горіхів і диких злаків.
- 7000 р. до н. е.: корінні американці в басейні Лахонтан, штат Невада, муміфікують своїх померлих, щоб віддати їм шану та повагу.

### Середній архаїчний період
- 6500 р. до н. е.–200 р. н. е.: на південному заході процвітають культури Сан-Дієгіто-Пінто та Чихуахуа.
- 6000 р. до н. е.: Предки пенутійськомовних народів поселяються на Північно-Західному плато.
- 6000 р. до н. е.: мисливські загони кочівників бродять по Субарктичній Алясці за стадами карибу та інших мисливських тварин.
- 6000 р. до н. е.: предки алеутів починають прибувати на Алеутські острови.
- 5700 рік до нашої ери: виверження гори Мазама в сучасному Орегоні.
- 5500 р. до н. е.–500 р. н. е.: культура Ошара, виникає в північно-центральній частині Нью-Мексико, басейні Сан-Хуан, долині Ріо-Гранде, південному Колорадо та південному сході Юти.
- Корінні жителі Північно-Західного плато починають покладатися на видобуток лосося.
- 5000 р. до н. е.: у Мезоамериці населення почало вирощування харчових культур.
- 5000 р. до н. е.: Корінні американці на північному заході від Аляски до Каліфорнії розвивають рибальство, головним продуктом якого є лосось.
- 5000 р. до н. е.: розвивається стародавня мідна культура в районі Великих озер, представники якої використовують мідь у різні інструментах та прикрасах, таких як ножі, сокири, шила, браслети, каблучки та підвіски.
- 5000 р. до н. е.–200 р. н. е.: виникла культура Кочіс на південному заході Америки.
- 4500 р. до н. е.: Поява Архаїчної щитової культури. [8]
- Корінні американці на півночі Великих озер виробляють мідні інструменти, прикраси та посуд, якими торгують на Великих рівнинах і в долині Огайо.
- Прикраси з черепашок і вироби з міді в Індіан-Ноллі в Кентуккі свідчать про розгалужену систему торгівлі протягом кількох тисячоліть.
- 4000 р. до н. е.: Мешканці Мезоамерики вирощують маїс (кукурудзу), а корінні жителі Перу вирощують боби та кабачки.
- 3500 р. до н. е.: найбільший і найстаріший майданчик для полювання на бізонів в Гед-Смашед-Ін Баффало Джамп, Альберта, Канада.
- 3500–3000 рр. до н. е.: будівництво великого курганного комплексу у Вотсон-Брейк у заплаві річки Уачіта поблизу Монро на півночі Луїзіани.

### Пізній архаїчний період

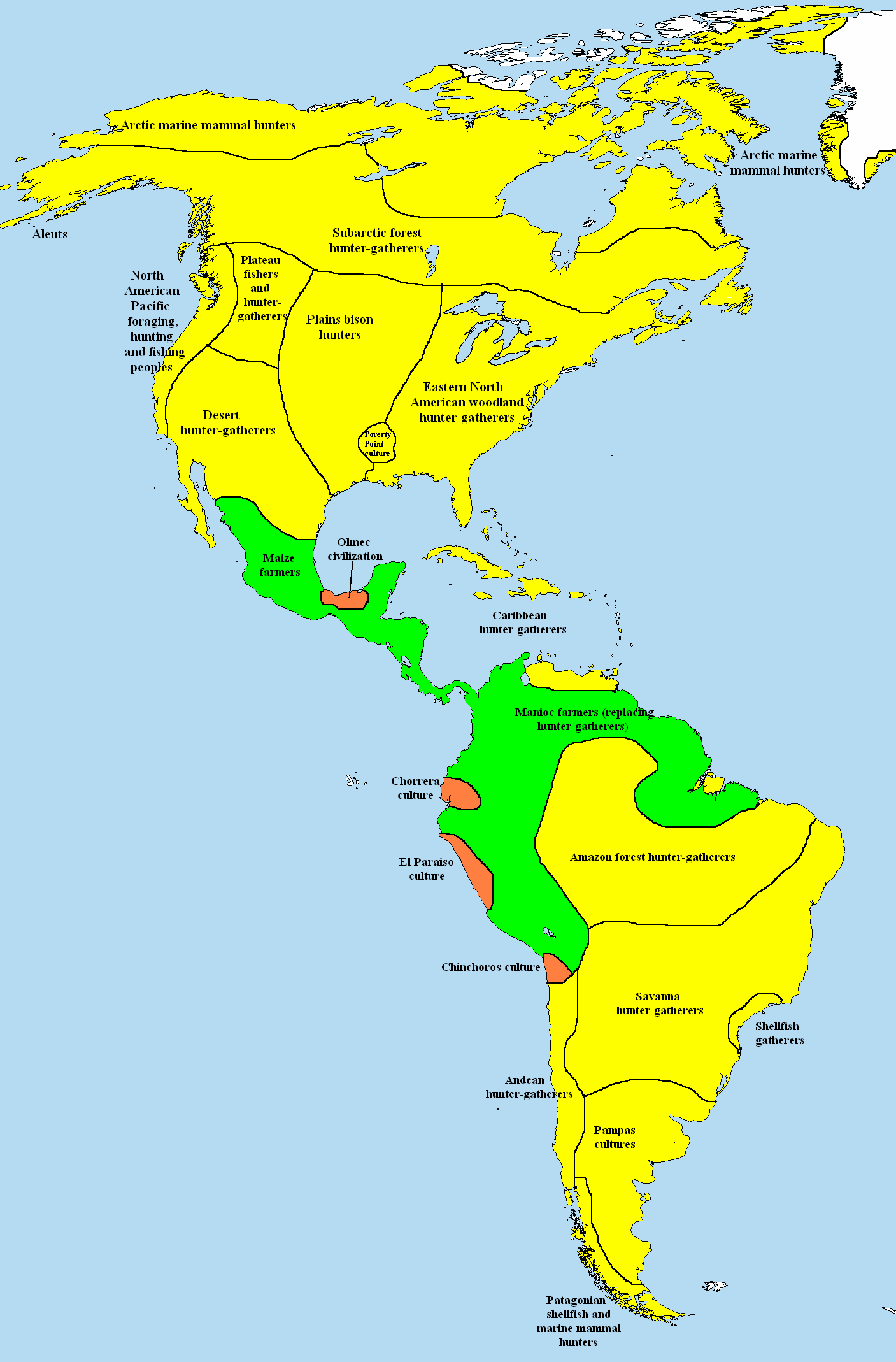
Спрощена карта способів існування в Америці на 1000 р. до н. е.
мисливці-збирачі
прості сільськогосподарські суспільства
комплексні сільськогосподарські суспільства

- 3000 р. до н. е.: на півдні Америки починається вирощування соняшнику та бузини болотної; на північному сході місцеві жителі культивують амарант і бузину болотну. Зібравши ці рослини, люди перемелюють їхнє насіння на борошно.
- 3000 р. до н. е.: культура Кочіс на південному заході Америки починає культивувати примітивну форму кукурудзи, імпортовану з Месоамерики; пізніше з'являються звичайна квасоля та кабачки.
- 3000 р. до н. е.: Корінні американці північно-західної частини починають експлуатувати ресурси молюсків.
- 3000 р. до н. е.: рибальство на Північно-Західному плато зростає.
- 3000 р. до н. е.: Тубільці, які розмовляють алгонкінськими мовами, прибувають у північно-східні лісові масиви з півдня.
- 2888 р. до н. е.: представники культури Столлінгс на річці Саванна почали виготовляти кераміку.[9]
- 2500—800 рр. до н. е.: Культура арктичних малих інструментів розвивається на півострові Аляска, поблизу Бристольської затоки та на східному узбережжі Берингової протоки.
- 2500—1800 рр. до н. е.: Алеутська культура виникає на Алясці.
- 2500 р. до н. е.: Люди культури Індепенденс I прибувають до Гренландії з Північної Америки. Останнє археологічне свідчення культури датується 1730 роком до нашої ери.[10]
- 2400 р. до н. е.: люди культури Саккак проникли в Гренландію з Сибіру і жили там до 400 р. до н. е.[10]
- 2500 р. до н. е.: Населення культури Кочіс стали досвідченими фермерами південного заходу Америки.
- 2100 р. до н. е.: В Арідоамериці починається вирощування кукурудзи.
- 2000—1000 рр. до н. е.: Культура Поверті-Пойнт у північно-східній Луїзіані включає кам'яну кладку, різання кременю, глиняний посуд, фігурні кургани, конічні та платформні кургани, а також сплановані поселення на концентричних земляних насипах.
- 1500 р. до н. е.: Носії саліських мов прибувають у регіон Північно-Західного плато.
- 1500 р. до н. е. — 1000 р. н. е.: Культура Кемпбелла виникла серед корінних народів Каліфорнії.
- 1000 р. до н. е.: корінні жителі, що розмовляли атапасською мовою, прибули до північноамериканської Арктики, можливо, із Сибіру.
- 1000 р. до н. е.: Виробництво кераміки широко поширене в Східному Вудленді.